# Xenopeltis hainanensis
Xenopeltis hainanensis är en ormart som beskrevs av Hu och Zhao 1972. Xenopeltis hainanensis ingår i släktet glansormar och familjen Xenopeltidae. Inga underarter finns listade i Catalogue of Life.
Individerna blir i genomsnitt 63 cm långa (med svans). De har en kraftig bål och halsen är synlig smalare än huvudet och nacken. Fjällen på ovansidan har en glänsande blåbrun färg och vita punkter bildar två längsgående rader.
Arten förekommer i sydöstra Kina och i Vietnam. I Kina hittas arten i provinserna Zhejiang, Fujian, Hunan, Hainan, Jiangxi, Guangdong och Guangxi. Den lever i låglandet och i bergstrakter upp till 1200 meter över havet. Individerna lever främst i skogar där de gräver i lövskiktet eller i det översta jordlagret. De äter daggmaskar och andra ryggradslösa djur. Ibland besöks angränsande byar. Honor lägger ägg.
Lokala populationer hotas av skogens omvandling till jordbruksmark. Allmänt är Xenopeltis hainanensis vanligt förekommande och den kan anpassa sig till måttliga landskapsförändringar. IUCN kategoriserar arten globalt som livskraftig.